# Alchemilla fissa
Alchemilla fissa — вид квіткових рослин з родини трояндових (Rosaceae). Ареал: Німеччина (Баварія), Швейцарія, Ліхтенштейн, Австрія, Північна Чехія, Північна Словаччина (Татри), Північно-Східна Іспанія (Піренеї), Андорра, Франція (Піренеї, Альпи), Італія (Альпи, Північні Апенніни), Словенія, Боснія і Герцеговина, Чорногорія, Сербія, Північна Македонія, Південно-Східна Албанія, Румунія, Західна Болгарія, Північно-Західна Греція, Західна Україна.

## Середовище
Населяє скелі та пасовища.

## Біоморфологічна характеристика
Багаторічна рослина 5–30(40) см, цілком гола або майже гола, з лежачими або висхідними стеблами. Листки приблизно округлі, голі, з 7–9 добре розділеними частками, що досягають половини або двох третин радіуса, зубчасті лише на верхівці, з великими гострими зубцями. Верхні прилистки зірчасті. Жовтуваті квітки, найбільші в роду, зібрані в довгі нещільні китиці. Чашечка після цвітіння розпростерта 8-променевою зіркою. Цвітіння: липень-серпень.